# Eudule
Eudule is een geslacht van vlinders uit de familie van de spanners (Geometridae). De wetenschappelijke naam van het geslacht is voor het eerst geldig gepubliceerd in 1823 door Jacob Hübner.
Deze vlinders komen voor in Amerika. Hübner beschreef als eerste soort Eudule pulchiocolora uit West-Indië (Hübner schreef pulchricolora).
Enkele soorten die oorspronkelijk in dit geslacht was ingedeeld, zijn later verplaatst naar de geslachten Eudulophasia en Eubaphe op grond van verschillen in de mannelijke genitaliën.

## Soorten[3]
- Eudule albata Warren, 1897
- Eudule allegra Schaus, 1929
- Eudule amica Druce, 1898
- Eudule annuligera Warren, 1905
- Eudule arctiata Warren, 1904
- Eudule austria Maassen, 1890
- Eudule basipuncta Warren, 1906
- Eudule bimacula Walker, 1854
- Eudule ficaria Druce, 1885
- Eudule ficulnea Druce, 1885
- Eudule fidentia Druce, 1885
- Eudule flavinota Warren, 1904
- Eudule hagno Druce, 1885
- Eudule halia Druce, 1885
- Eudule herona Druce, 1885
- Eudule leopardina Druce, 1896
- Eudule limbata Burmeister, 1878
- Eudule lucigerata Walker, 1863
- Eudule ockendeni Warren, 1907
- Eudule orilochia Druce, 1885
- Eudule orislinea Walker, 1854
- Eudule parca Warren, 1906
- Eudule phlaearia Staudinger, 1894
- Eudule pulchiocolora Hübner, 1823
- Eudule pyristacta Prout, 1929
- Eudule retroacta Prout, 1934
- Eudule sceata Schaus, 1892
- Eudule schausi Dognin, 1922
- Eudule secticolor Prout, 1931
- Eudule sororcula Schaus, 1929
- Eudule striata Druce, 1898
- Eudule trichoptera Perty, 1833
- Eudule una Schaus, 1892
- Eudule venata Schaus, 1892
- Eudule venitorta Dognin, 1910